# Ibahernando
Ibahernando es un municipio español en la provincia de Cáceres, comunidad autónoma de Extremadura.

## Toponimia

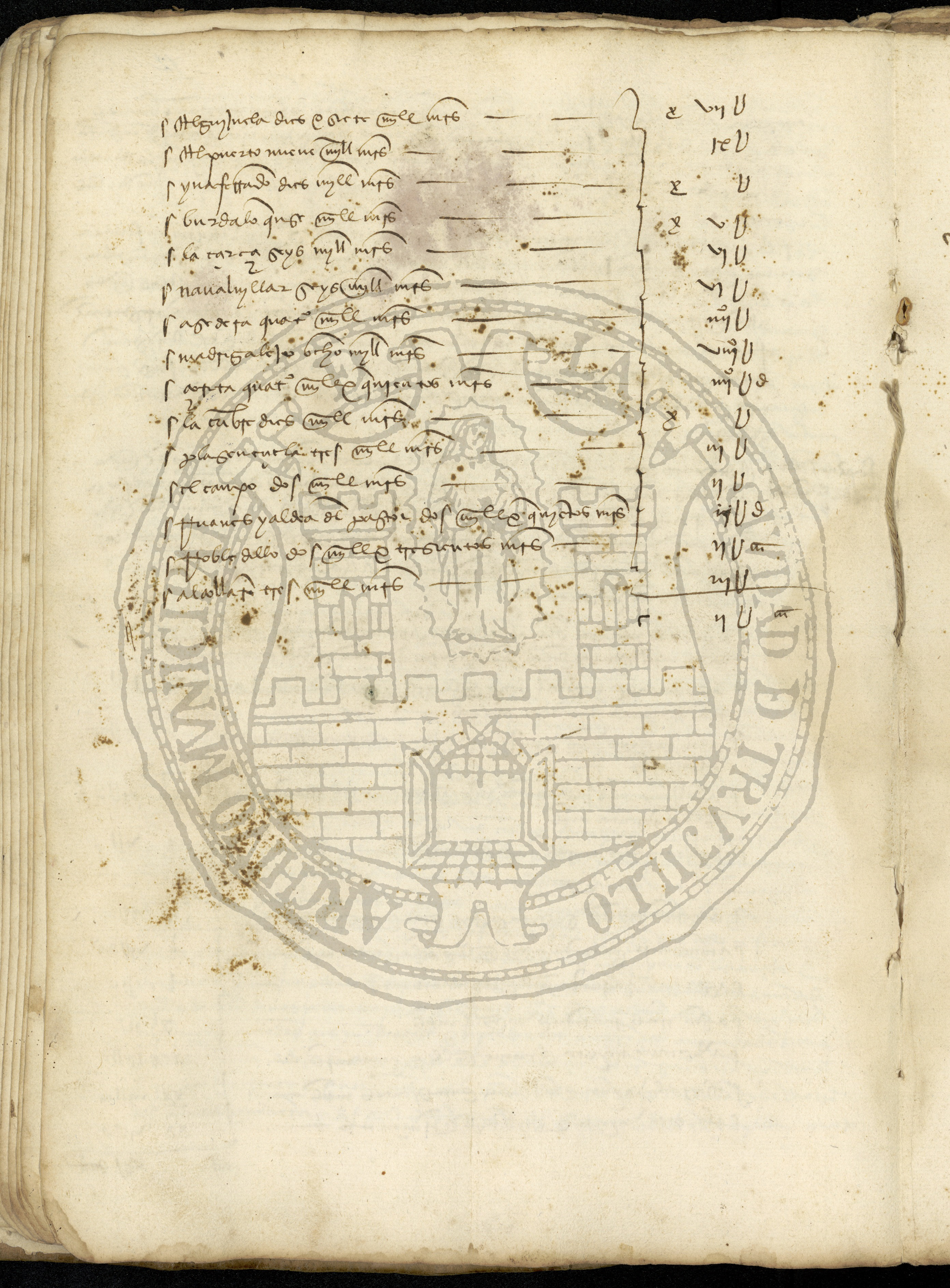
Yvaferrando en un documento de 1485 conservado en el Archivo Histórico Municipal de Trujillo.

Como suposiciones más comúnmente aceptadas, se piensa que el probable antropónimo podría remitir a un primitivo Iván (o Juan), Ibn (traducible del árabe ابن al español como «hijo de») o incluso Ibar- (con el doble significado de «valle» o «rivera») Hernando (o Fernando), sin que se conozcan datos seguros hasta el momento.
Sea como fuese, cabe hacer notar la casi completa inestabilidad ortográfica del término hasta bien mediado el siglo XVIII, no resultando extrañas formas como Ηiba Hernando, Hivahernando, Iban Hernando o Yvaferrando; tal y como figuran en distintos documentos de 1485 a 1768.

## Símbolos
- «Bandera rectangular, de proporciones 2/3, formada por dos triángulos que forma la diagonal del ángulo inferior del asta al superior del batiente, verde junto al asta y blanco en el batiente, con el escudo municipal brochante al centro y en sus colores».[4]
- «Escudo tajado. Primero, de sinople cruz visigoda de plata. Segundo, de plata, haz de tres espigas de sinople. Al timbre, Corona Real cerrada».[4]

## Geografía física
Está integrado en la comarca de Trujillo, situándose a 53 kilómetros de la capital cacereña. El término municipal está atravesado por la Autovía del Suroeste en el pK 263. El relieve del municipio tiene dos partes diferenciadas. Por el norte está caracterizado por la llanura trujillana, plagado de dehesas y por donde discurre el río Magasquilla hacia el río Magasca. Por el sur aparecen las elevaciones orientales de la Sierra de Montánchez, siendo El Astorgano su punto más alto en el municipio (657 m), destacando también el cerro El Tomillar (620 m). El pueblo se alza a 580 m sobre el nivel del mar.  
| Noroeste: Santa Ana              | Norte: Trujillo  | Noreste: Trujillo, Santa Cruz de la Sierra          |
| Oeste: Santa Ana                 |                  | Este: Santa Cruz de la Sierra, Puerto de Santa Cruz |
| Suroeste: Robledillo de Trujillo | Sur: Villamesías | Sureste: Puerto de Santa Cruz                       |

El término municipal está bañado por los arroyos de la Dehesa, Colmenarejo, Tejadillo y Canchales. Su formación vegetal se caracteriza por el bosque esclerófilo mediterráneo (la conocida dehesa), representado por la encina y el alcornoque, junto a otras especies como la jara, la aulaga, la retama, el cantueso, etc.
La fauna específica de este hábitat se halla constituida por el zorro, el conejo, la liebre, la perdiz, el tejón, la cigüeña o el jabalí.

### Clima
Según la clasificación climática de Köppen, el clima de Ibahernando es del tipo Csa (mediterráneo), caracterizado por sus veranos cálidos y secos, con escasas precipitaciones, distribuyéndose estas —de manera más o menos uniforme— a lo largo del resto del año. Las temperaturas medias anuales (en torno a los 15,2 °C) oscilan entre los 25,6 °C de julio y los 6,5 °C de enero; las precipitaciones (alrededor de los 516 mm) fluctúan entre los 5 mm de julio y los 66 mm de marzo.

## Historia

### La romanización
A falta de nuevos datos arqueológicos, nada se sabe de la posible existencia de restos prerromanos dentro de la llamada cultura castreña, cabiendo hablar más bien de la profunda romanización del territorio y su gente, los vetones, en torno a la fundación de dos ciudades estratégicas (la Colonia Iulia Augusta Emerita y Turgalium, la actual Trujillo), para cuyo estudio se cuenta desde hace décadas con la ayuda de uno de los catálogos epigráficos más numerosos y ricos de la provincia.
Tan elevado número de restos arqueológicos y, sobre todo, epigráficos romanos, permite hablar de una importante base demográfica que se mantendrá estable hasta bien entrada la Alta Edad Media.

### Edad Media
En este contexto, resulta especialmente interesante comprobar la aparición de finales del siglo V a principios del VIII de una nueva serie de hallazgos (esta vez en forma de restos cristianos primitivos) en toda el área próxima a Ibahernando, cuyo elemento más destacado será la iglesia altomedieval de Magasquilla de los Donaire.
Pero es tras la conquista de Trujillo el 25 de enero de 1233 por las tropas cristianas de Fernando III de Castilla cuando se va configurando el doble desarrollo de una nutrida clase trabajadora, dedicada en su mayor parte al cultivo de unas tierras que no le pertenecen, así como de unas pocas familias aristocráticas, verdaderos señores feudales que, como parecen señalar las fuentes documentales de los siglos XVIII al XX, han llegado prácticamente hasta nuestros días, y cuya difícil coexistencia pacífica jugará un decisivo papel en la generación de no pocos enfrentamientos político-sociales a lo largo de su historia.
Ya en 1485, la Tierra de Trujillo abarca una considerable extensión de 10 leguas de ancho por 16 de largo; es decir, todo el territorio comprendido desde el río Almonte hasta el Guadiana de norte a sur, y desde el Ibor y Ruecas hasta el Tamuja de este a oeste; entre la Tierra de Plasencia al norte y la de Medellín en el extremo sur.

### Edad Moderna
En 1528 y hasta la definitiva división territorial de Extremadura de 1833, se crea la Provincia de Trujillo, con una población inicial de 48 789 vecinos (unos 195 000 habitantes), lo que supone el 6,75 % de toda la Corona de Castilla.
En el Censo de Pecheros de Carlos I de ese año, figura Yba Hernando con 154 vecinos. La suma de la información duró ocho años y los datos recogidos se refieren a las cantidades pagadas entre 1527 y 1528.
También en 1631, esta vez en el llamado Censo de la Sal de Felipe IV, aparece Yvahernando. Tiene ahora 140 vecinos que consumen 72 fanegas de sal al año y poseen 1,5 hatos de ovejas y cabras.

### Edad Contemporánea
Del Interrogatorio de la Real Audiencia de Extremadura de febrero de 1791, se desprende:

Que este lugar es de la gobernación de Trujillo a cuyo mediodía está situado; y al oriente de Santa Cruz y el Puerto: al poniente están Ana y Ruanes; y al mediodía Villamesías, todas de la comprensión notarialmente del territorio señalado a la Real Audiencia situada en Cáceres que dista siete leguas al poniente. Que es realengo, no de behetría, y sus términos se extienden por lo más media legua: Que continúa por todas partes como dehesa de particulares de la gobernación de Trujillo de donde está a tres leguas.

A la caída del Antiguo Régimen, la localidad se convierte en municipio constitucional de la región de Extremadura. Desde 1834, queda integrada en el partido judicial de Trujillo.
En el Censo de la matrícula catastral de 1842, cuenta con 220 hogares y 1205 habitantes de derecho.

IBAHERNANDO. Lugar con Ayuntamiento de 1241 habitantes de hecho y 1511 de derecho, a 13 kilómetros de Trujillo y 40 de la capital, cuya estación es la más próxima. Celebra fiesta el 10 de agosto. Su principal producción son los cereales.

Alcalde: Manuel Cercas Martínez.

Cáceres (partido judicial de Trujillo). Anuario Riera. 1904. Pág. 1269.

Ya en las dos primeras décadas del siglo XX, van a producirse sobre todo cinco hechos que serán profusamente difundidos por la prensa regional y nacional del momento: el accidentado debate entre el secretario del obispo y el pastor a mediados de febrero de 1909, el controvertido cierre de la escuela evangélica viveña en febrero de 1910, la inesperada muerte mientras realizaba una visita pastoral al pueblo del obispo de Plasencia Francisco Jarrín y Moro la noche del 3 de noviembre de 1912, la conversión al catolicismo del otrora primer pastor de la comunidad protestante local, Cándido Rodríguez Gil, en noviembre de 1924; y la inauguración por el deán de Toledo José Polo Benito de las nuevas escuelas municipales en febrero de 1926.
Entre los años que van de abril de 1931 a julio de 1936, y más concretamente durante el denominado Bienio Negro, se viven en Ibahernando toda una larga serie de conflictos político-sociales, teñidos en muchas ocasiones de especial encono, cabiendo reseñar entre otros las sonadas fiestas de la República del 13 al 14 de abril de 1932, la fundación a finales de 1933 de la sede local de la emergente Falange Española (FE), el intento de asesinato en octubre de 1934 del destacado propietario agrícola local Juan José Martínez García, los continuos cierres de la Casa del Pueblo (actual Hogar de Jubilados Eladio Viñuela), huelgas, ocupaciones de fincas…, o la fulminante destitución el 21 de julio de 1936 del entonces alcalde republicano Agustín Rosas García.
Durante la llamada «Semana Trágica» de finales de junio de 1952, fueron destituidos el párroco, el alcalde, el comandante de puesto de la Guardia Civil y el pastor protestante del pueblo. Ese mismo año, la Dirección General de Archivos y Bibliotecas inaugura, entre otras, las de Ibahernando y Alcuéscar, en la provincia de Cáceres; y Fuente del Maestre y Zalamea de la Serena, en Badajoz.
El renovado Ayuntamiento de mediados de los 50, a instancias de la Ley de Colonización y Distribución de la Propiedad de las Zonas Regables de abril de 1949, promueve la expropiación de los Quintos de San Pedro, emblemática finca del duque de Peñaranda, que será parcelada y entregada, junto con otras tierras de menor extensión, a obreros y jornaleros carentes de recursos.
Termina la centuria con 727 habitantes de derecho, lo que representa el 0,18 % del total provincial y un 76,87 % menos que en 1950.

## Demografía

### SiglosXIIIalXVII
A falta de un pormenorizado trabajo de archivo sobre el tema, no se encuentran hasta ahora escritos acerca del número de habitantes de Ibahernando (dentro de la llamada Tierra de Trujillo) anteriores al primer cuarto del siglo XVI.
Ya según un documento inédito localizado al parecer entre los folios del Libro Becerro de la parroquia, se admite que en 1513 había en el municipio «como cien vezinos, poco más o menos»; es decir, en torno a 400 habitantes.
Se conocen también datos sueltos, más o menos fiables, sacados de algunos de los denominados «censos primitivos» de los siglos XVI y XVII. No obstante, habrá que esperar a la segunda mitad del siglo XVIII para obtener una imagen más veraz y, sobre todo, continua de su población.

### Segunda mitad delsigloXVIII
A la vigésima prima pregunta dijeron que el número de vecinos de este pueblo se compone de ciento treinta y tres, y que en ellos se incluyen los de todas las clases.

Catastro de Ensenada.

En 1768, Pedro Pablo de Abarca, Conde de Aranda y Presidente del Consejo de Castilla, por mandato de Carlos III, da orden de elaborar el primer censo de habitantes de España, «no para imponer gravamen alguno sobre los vasallos de S. M., sino para establecer un justo equilibrio en las obligaciones a que concurren y para promover ideas útiles al Estado». El trabajo se encomendó a los obispos, quienes, a su vez, se lo encargaron a los párrocos de sus respectivas diócesis.
Residen entonces en el lugar de Ybaernando:
| Fuente: Censo de Aranda | Hasta 7 años | De 7 a 16 | De 16 a 25 | De 25 a 40 | De 40 a 50 | De 50 arriba | TOTAL |
| Varones                 | 56           | 27        | 20         | 44         | 48         | 6            | 201   |
| Hembras                 | 62           | 30        | 26         | 30         | 45         | 10           | 203   |
| TOTAL                   | 118          | 57        | 46         | 74         | 93         | 16           | 404   |

Lo firma Juan Grande Díaz-Bejarano, cura de la parroquia del lugar, «en quinze de febrero de este año de mill setecientos sesenta y nuebe».
Ítem más. «Que en cada lugar, sea de Realengo o de Abadengo, Órdenes o Señorío, acompañados del cura, visiten todo el pueblo, formando lista del número de almas o individuos de cada casa habitación o refugio, conforme a la edad de cada uno poco más o menos». En Sevilla, a 30 de agosto de 1786:
| Fuente: Censo de Floridablanca | Hasta 7 años | De 7 a 16 | De 16 a 25 | De 25 a 40 | De 40 a 50 | De 50 arriba | TOTAL |
| Varones                        | 53           | 58        | 58         | 39         | 84         | 32           | 324   |
| Hembras                        | 43           | 77        | 51         | 25         | 80         | 30           | 306   |
| TOTAL                          | 96           | 135       | 109        | 64         | 164        | 62           | 630   |

Apenas tres meses más tarde, el 11 de noviembre, el propio párroco Esteban Hurtado Palomo, por medio de la Diócesis de Plasencia, responde ahora al Interrogatorio de Tomás López:

Esta población es aldea, sujeta a la jurisdicción de la ciudad de Trujillo, a cuya vicaría pertenece. Su vecindad ciento treinta vecinos poco más o menos.

Por último, el 15 de febrero de 1791, «el Señor Don Pedro Bernardo de Sanchoyerto del Consejo de V. M. y su Alcalde del Crimen de la Real Audiencia de Extremadura», tomados los informes correspondientes, notifica:

Este pueblo tiene como ciento y noventa vecinos a dos clases reducidos, labradores y jornaleros. De la primera habrá entre cincuenta y sesenta y los restantes son de la segunda.

Interrogatorio de la Real Audiencia de Extremadura.

### SigloXIX
IBA-HERNANDO, lug. R. de Esp., prov. de Estremadura, part. y á 3 leg. de Trujillo, y á 20 de Badajoz, obisp. de Plasencia. Alcalde pedáneo. Pobl. 929 hab.

Diccionario geográfico universal. Barcelona. 1831. T. IV. Pág. 681.

| Fuente: INE | 1857 | 1860 | 1877 | 1887 | 1897 |
| Varones     | 447  | 592  | 580  | 677  | 717  |
| Hembras     | 460  | 569  | 553  | 680  | 728  |
| TOTAL       | 907  | 1161 | 1133 | 1357 | 1445 |

### De 1842 en adelante
Ibahernando cuenta con una población de 545 habitantes (INE 2024).
| Gráfica de evolución demográfica de Ibahernando entre 1842 y 2021                                                   |
| |
| Población de derecho según los censos de población del INE Población de hecho según los censos de población del INE |

## Administración y política
La corporación municipal viveña estuvo formada por nueve concejales (de 1001 a 2000 habitantes) durante la primera legislatura democrática, bajando a siete (de 251 a 1000) desde 1983 hasta la actualidad:
| Periodo   | Nombre                                | Partido             |
| --------- | ------------------------------------- | ------------------- |
| 1979-1983 | Félix Heras Ruiz                      | UCD                 |
| 1983-1987 | Félix Heras Ruiz                      | AP-PDP-UL           |
| 1987-1991 | Félix Heras Ruiz                      | AP                  |
| 1991-1995 | Francisco Giraldo Sánchez             | PSOE                |
| 1995-1999 | Francisco Giraldo Sánchez             | PSOE                |
| 1999-2003 | Francisco Giraldo Sánchez             | PSOE                |
| 2003-2007 | Francisco Giraldo Sánchez             | PSOE                |
| 2007-2011 | Francisco Giraldo Sánchez             | PSOE                |
| 2011-2015 | José Antonio Redondo Rodríguez        | PSOE                |
| 2015-2019 | José Antonio Redondo Rodríguez        | PSOE                |
| 2019-2023 | María Isabel de la Jara Muñoz Barrado | PSOE                |
| 2023-act. | Agustín Búrdalo Ruíz                  | Levanta Extremadura |

### Alcaldes de Ibahernando de la Transición a la actualidad
| Juan Dοmingο Gómez Bulnes (Ibahernando, 1905-1991)                  | Finales de 1936 | 1952-1979     |
| Félix Heras Ruiz (Ibahernando, 1941-1999)                           | Αbril de 1979   | Juniο de 1991 |
| Francisco Giraldo Sánchez (Las Ventas de San Julián —Toledo—, 1957) | Juniο de 1991   | Juniο de 2011 |
| José Antonio Redondo Rodríguez (Ibahernando, 1958)                  | Juniο de 2011   | Junio de 2019 |
| María Isabel de la Jara Muñoz Barrado                               | Juniο de 2019   |               |

## Comunicaciones
Se sitúa a unos 4 km de la Autovía del Suroeste, con la que está conectado a través de las carreteras provinciales CC-50 y CC-108. Ambas vías son estrechas y sin arcén.
Carretera comarcal CC-108 de Ibahernando a Robledillo de Trujillo (8,6 km).
De Ibahernando a Ruanes, por las siguientes vías: carretera comarcal CC-57, carretera local EX-381, carretera comarcal CC-85 (17 km).

## Servicios públicos

### Educación
El colegio público de educación infantil y primaria del municipio forma parte del CRA Los Alijares, junto con los de Robledillo de Trujillo, Puerto de Santa Cruz, Santa Ana y Santa Cruz de la Sierra. La educación secundaria puede cursarse en la vecina ciudad de Trujillo.

### Instalaciones culturales
Biblioteca municipal.

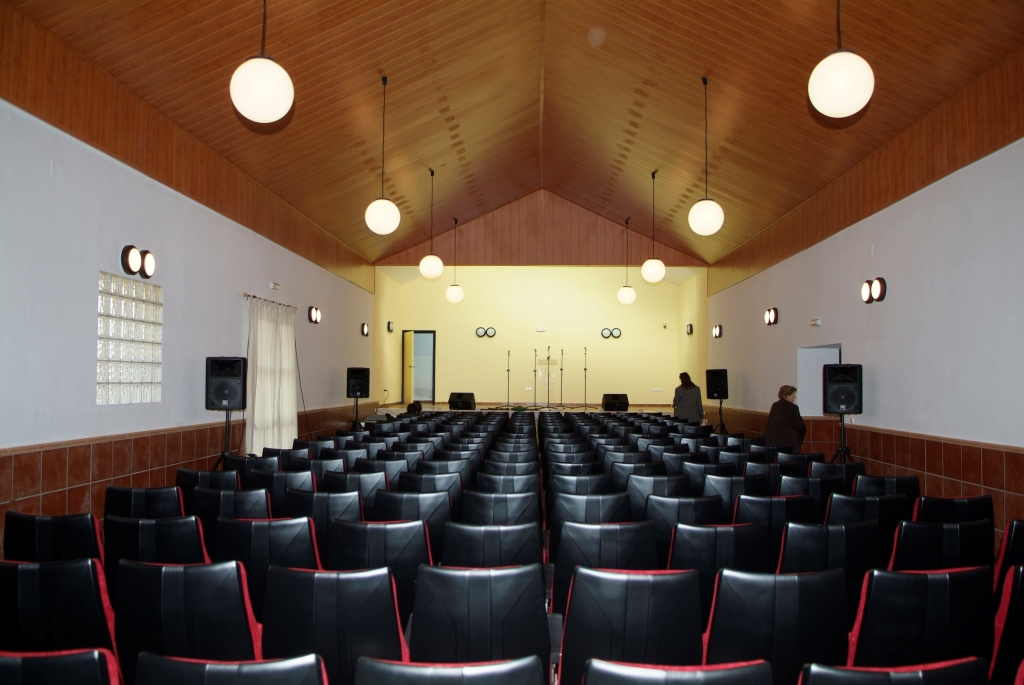
Casa de Cultura Javier Cercas.

### Instalaciones deportivas
Gimnasio municipal.

Polideportivo municipal.

### Sanidad
Pertenece a la Zona de Salud de Trujillo-Rural, en el Área de Salud de la capital provincial. El único establecimiento sanitario de Ibahernando es un consultorio de atención primaria ubicado en la Plaza de la Fontanilla.

### Seguridad
Hay en la localidad un puesto de la Guardia Civil que depende de la Comandancia de Trujillo.

### Tercera edad
Hogar de Jubilados Eladio Viñuela.

## Patrimonio histórico-artístico

### Plaza del Obispo Dr. Jarrín
Si bien no conserva resto alguno anterior al siglo XIX, la antigua plaza mayor (actual Plaza del Obispo Dr. Jarrín) se descubre como elemento vertebrador del caserío surgido, al parecer, tras la conquista de Trujillo en enero de 1233. Presenta planta trapezoidal irregular:

A la plaza pública fue el señor Rodríguez aceptando el reto del secretario del obispo […]

El pastor quedó en medio de la plaza […]

El desfile atravesó la Plaza de la República […]

[…] con el objeto de organizar el espléndido programa literario-musical que aquella misma tarde se iba a desarrollar en la Plaza de la República.
Los jóvenes y niños que formaban parte del programa ocuparon un balcón corrido que domina perfectamente toda la plaza.

No así la parroquia, cuya poco común emplazamiento urbanístico hacia un extremo la aleja un tanto del eje principal de la población.

### Iglesia parroquial de la Degollación de San Juan Bautista

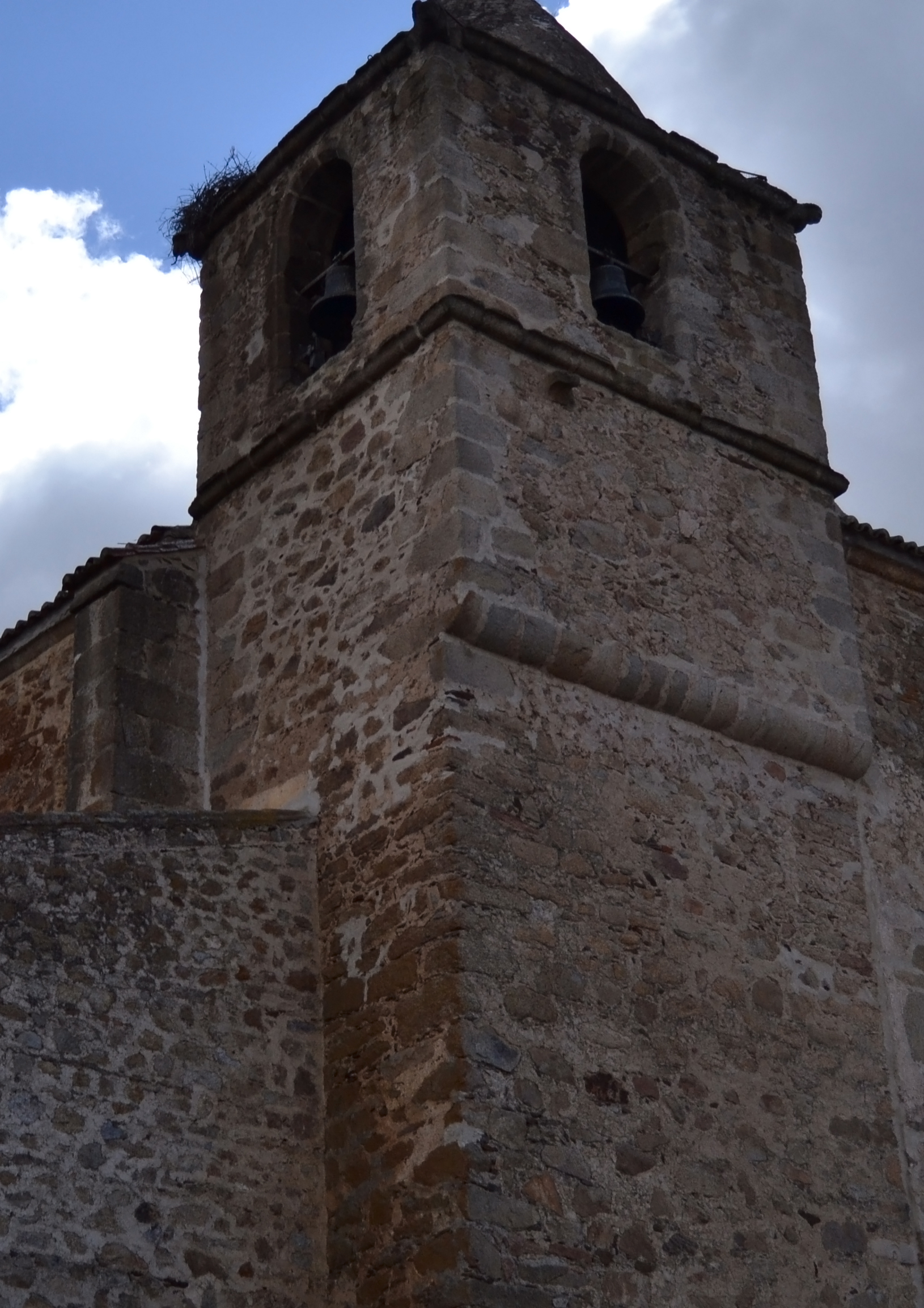
Torre de dos cuerpos.

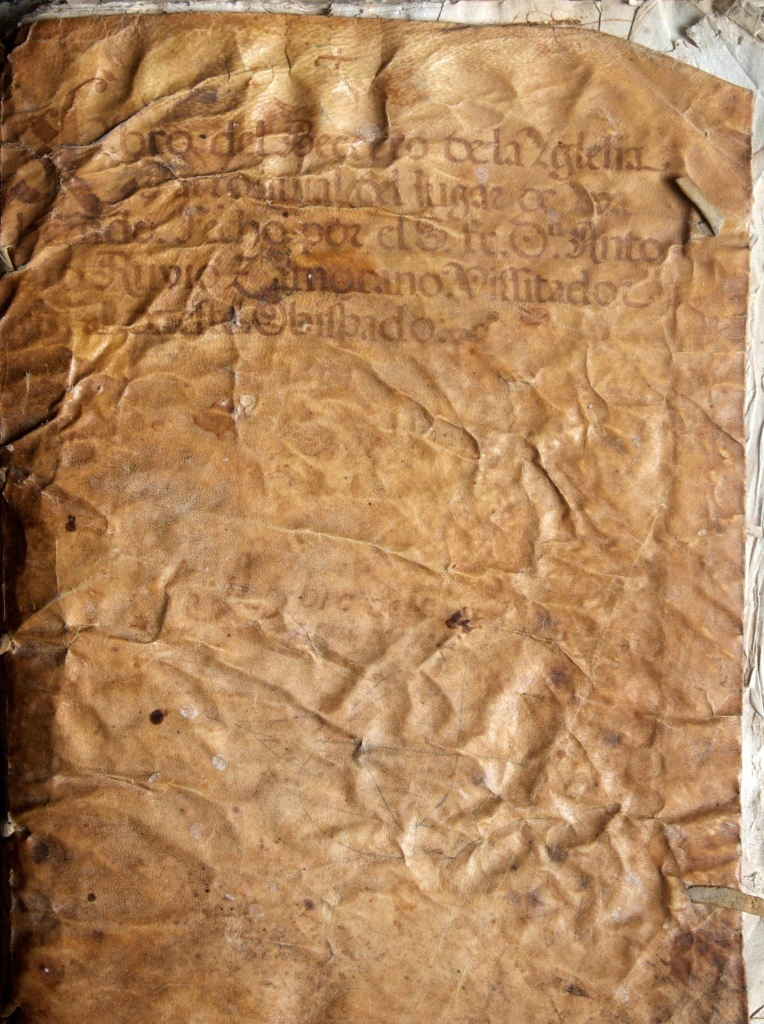
Libro del Becerro de la Iglefia Parroquial del lugar de Ivaherndo. Fecho por el S. fr. Don Antonio Ruvio Zamorano. Viffitador […] efte Obifpado:

No obstante, sobresale al Sureste del casco urbano la amplia mole de la iglesia parroquial católica de la Degollación de San Juan Bautista (en Ibahernando y Arraya-Maestu —Álava—), en la archidiócesis de Mérida-Badajoz, Diócesis de Plasencia, arciprestazgo de Trujillo, profundamente restaurada en 2006.
Edificio levantado entre el último cuarto del siglo XV (existiría un Libro de Fábrica de 1486) y primera mitad del XVI, el actual bien pudo alzarse sobre los restos de una primitiva construcción altomedieval, como parece desprenderse de los elementos arquitectónicos más antiguos que han llegado hasta nuestros días.
En el Interrogatorio de la Real Audiencia de Extremadura de febrero de 1791, se dice:

Que en este pueblo solo hay una iglesia parroquial dedicada a San Juan Bautista. Su dotación y de que conserva el Culto Divino es la parte cortísima del valor de los diezmos y menudos y grandes. Es a saber un sexto de un noveno que beneficia y administra su Mayordomo.

Se accede al interior a través de un elegante pórtico con cuatro arcos de medio punto sobre columnas toscanas bien labradas, obra tardía del obispo Juan Ochoa de Salazar, ya de finales del XVI; siendo el atrio resultante el que cobije parcialmente el tradicional camposanto, «que es bastante capaz y ventilado para el vecindario».
La portada de este lado se abre en medio punto con jambas y rosca cajeada, enmarcado el conjunto por pilastras estriadas que sostienen un entablamento de metopas y triglifos, con adornos a base de rosetas y círculos, coronado por un frontón circular con un magnífico escudo episcopal en el tímpano.
Otra portada, a los pies del templo, de medio punto, permite un segundo acceso al interior. Del lado del Evangelio se alza la torre-campanario, de dos cuerpos separados por imposta, rematada por un chapitel cuadrangular, enlucido y encalado.
En su interior, presenta una nave única dividida en seis tramos a base de arcos de medio punto sobre ménsulas. La capilla mayor, ochavada, se cubre con casquete semiesférico de ladrillo. La sacristía y la capilla bautismal se cubren con bóvedas de arista, mientras que el coro, sobre arco en quilla, se cierra mediante una de cañón con lunetos.
De su contenido artístico, destacan el púlpito, obra de mediados del XVI; una imagen de San José con el Niño Jesús (siglo XVI), un Cristo crucificado, probablemente de la misma época, que preside el altar mayor; así como dos óleos sobre lienzo en que se representan una Virgen del Carmen rescatando ánimas del Purgatorio (del lado del Evangelio) y la Degollación de Juan el Bautista, de gran valor pictórico, realizado a principios del siglo XVIII (de la Epístola); ambos fueron restaurados a la vez que la iglesia.
Sobre un fondo neutro, el artista ha representado el momento en que el verdugo, a la izquierda del espectador, limpia la espada con la que acaba de decapitar al Bautista. A la derecha, Salomé muestra la cabeza sobre una bandeja. En segundo plano, las figuras de Herodes y Herodías completan la composición.
En una fotografía de 1956, se aprecia el desaparecido retablo parroquial, formado por banco, un cuerpo dispuesto en tres calles separadas por pilastras y ático, con una hornacina central donde aparece una imagen de la Inmaculada Concepción. Las calles laterales presentan cuatro hornacinas de menor tamaño que albergan figuras de santos. Tal y como se aprecia en la instantánea, una última hornacina dispuesta en el ático contiene la imagen de San José con el Niño Jesús antes citada.
Cabe reseñar por último la pila bautismal, del siglo XV, sustentada al menos desde el XVII sobre un cipo funerario de época romana. Su texto es el siguiente:
(…)
AM(M)AL(L)OBRI
GE(N)SES CIPPVM
PECVNO AEL(O)
FI(LIO) (…)
«(…) (de la gentilidad de los) amallobrigenses, para su hijo Pecuno Aelo, este cipo (…)»

### Ermita de Nuestra Señora de la Jara
La ermita de Nuestra Señora de la Jara se sitúa junto al camino rural de Santa Ana, a unos tres kilómetros en línea recta al Suroeste de Ibahernando y unos quinientos metros de «la laguna» donde —según la tradición local— se produjo la aparición mariana. Pertenece a la Diócesis de Plasencia.
Sus coordenadas son 39°18′41″N 5°57′10″O / 39.31139, -5.95278.

### Otros puntos de interés

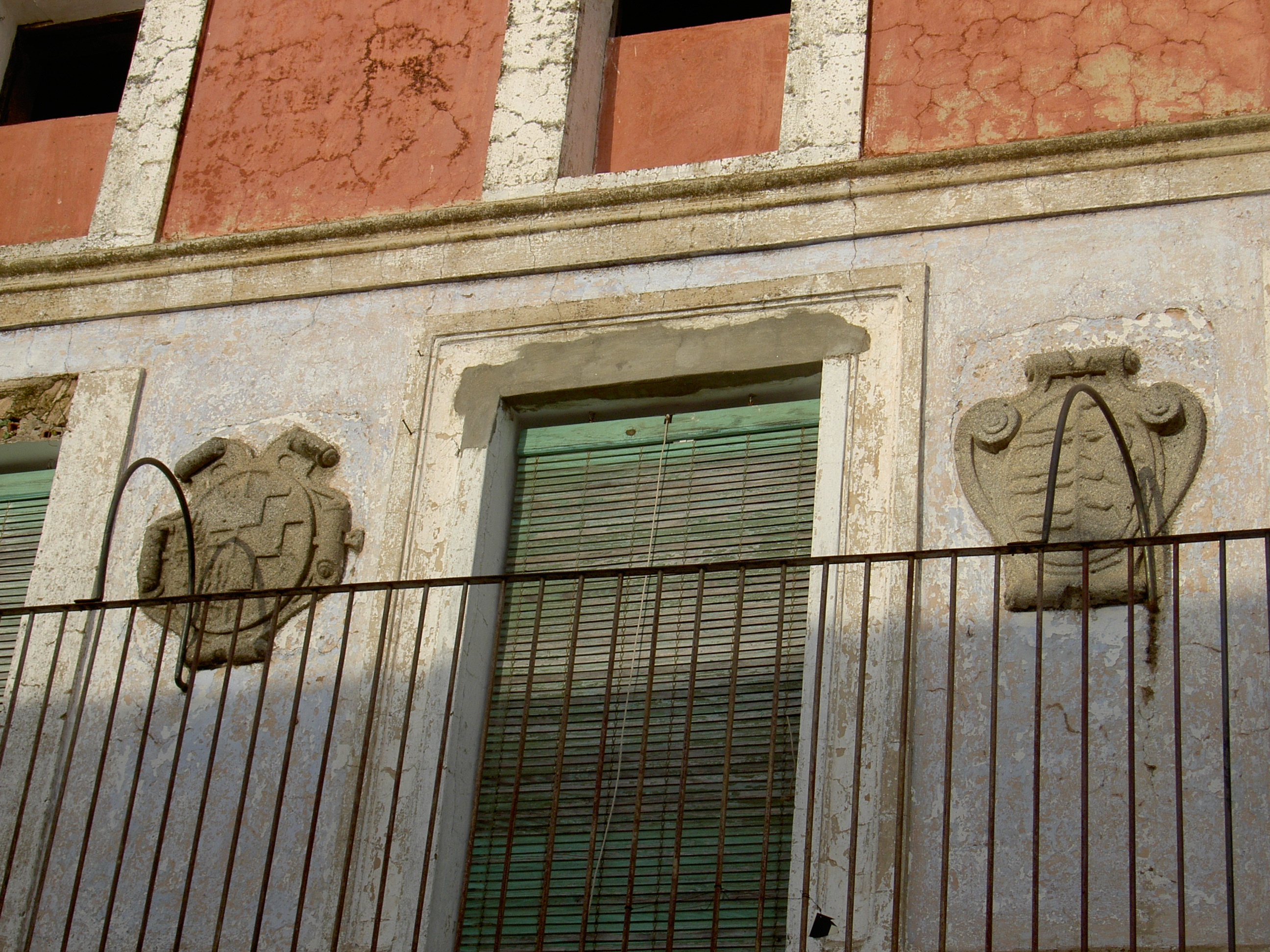
Escudos del palacio de los Carvajal.

Destacan también los restos de la basílica visigoda de Santa María, consagrada por Oroncio hacia los primeros días de abril del 635 (673 de la Era Hispánica) y excavada por el catedrático y arqueólogo extremeño Enrique Cerrillo Martín de Cáceres en 1973.
Sus coordenadas son 39°19′00″N 5°54′00″O / 39.31667, -5.90000 y su altitud media sobre el nivel del mar de 540 m, en una pendiente del terreno.
Quedan por mencionar la emblemática Torre del Reloj (1892), antiguo ayuntamiento y actual sede de la Biblioteca municipal; el abandonado palacio de los Carvajal, el popular Arco de Tía Juliana, de 1914…; y muy especialmente el frondoso paraje adehesado de Los Tesoritos, donde se hallaron ocho tumbas pertenecientes a una pequeña necrópolis tardorromana, y por el que discurre la moderna ruta SL-CC 252, concebida así como una forma fácil y atrayente de conocer mejor la naturaleza y el pasado viveños.
- Ruta de los Tesoritos (9 km). Se sale del pueblo por la calle Hernán Cortés (al Sureste del casco urbano), siguiendo a continuación por un camino cementado. Este termina tras pasar un pozo, para entrar en un espeso y poblado bosque mediterráneo. Al llegar a un cruce, se toma una estrecha senda que aparece a la izquierda, pasando posteriormente sobre el cauce del arroyo del Pozo Toro. Esta interesante vereda de algo más de un kilómetro conduce hasta la entrada de la finca de los Tesoritos. El camino se vuelve a ensanchar progresivamente hasta alcanzar el sitio conocido como Cabeza Martina, donde se toma una pista paralela al arroyo del Cascarón, que se dirige a la Colada de la Fuente de la Zarza. Al llegar al Campito de Belén, se gira a la derecha, poniéndose de nuevo rumbo a la población. El regresο a Ibahernando se efectúa por la calle de la Gonzala, continuando por la de la Iglesia, hasta el punto de partida.
- Camino de los Tesoritos-Fuente de la Zarza (7,66 km).
- Ibahernando-Puerto de Santa Cruz-Ibahernando (14,97 km).
- Los Callejones (3,82 km).

## Patrimonio cultural inmaterial

### Festividades
San Lorenzo

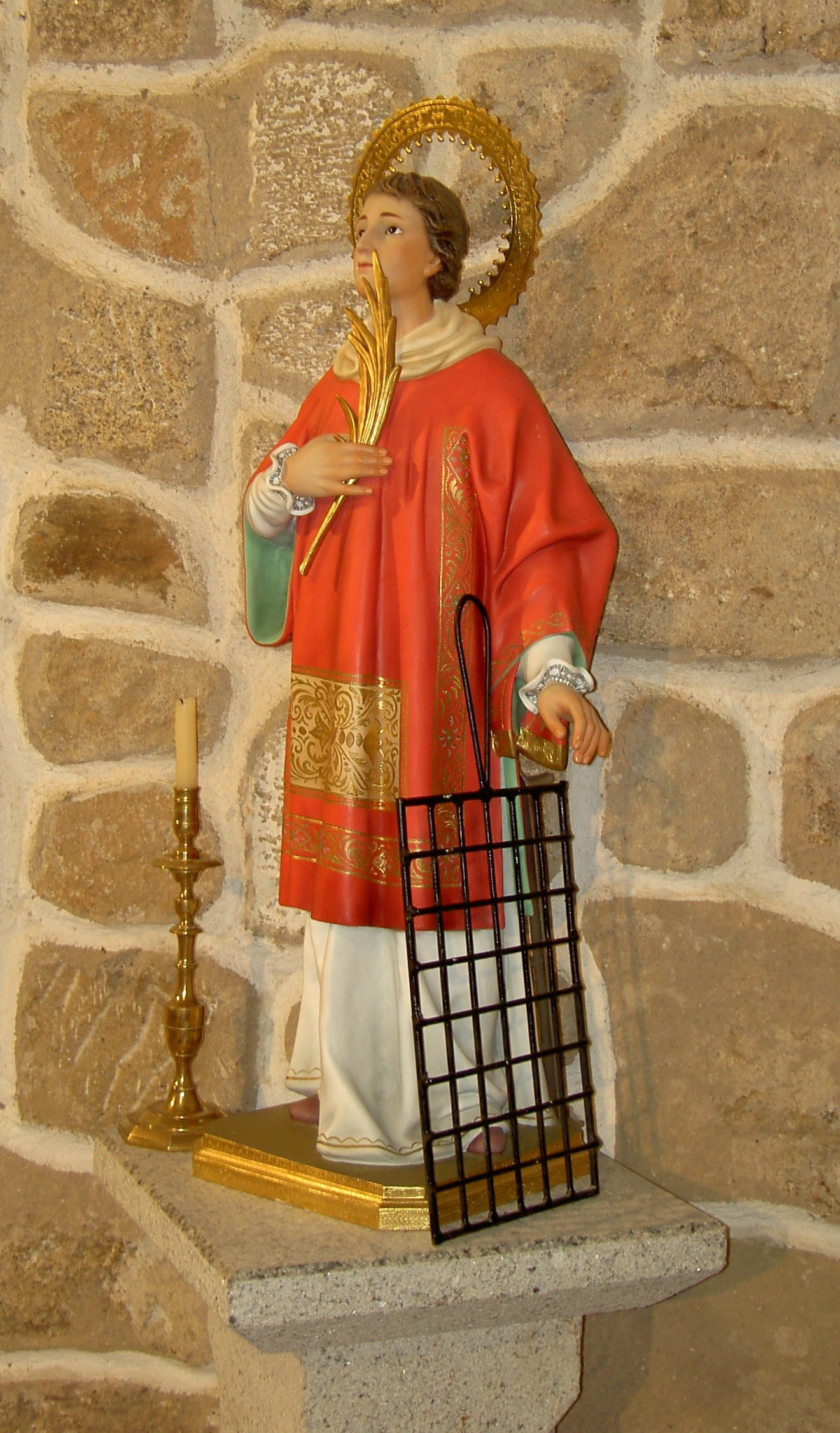
Moderna talla de San Lorenzo.

Las fiestas en honor a su patrón San Lorenzo (mártir) se celebran el 10 de agosto, considerado tradicionalmente como el día más caluroso de todo el año.
Santa María de la Jara
O más frecuentemente «la Jara», cuyo evento central sería la visita al santuario el último sábado de abril o primero de mayo (según en qué caiga el día 1), para facilitar así la presencia en la romería de aquellos viveños que viven fuera de Ibahernando, cabiendo destacar al respecto que esta llegó a celebrarse en distintas épocas el día de la Anunciación, lunes de Pascua o San Marcos:

Está agregada a esta parroquia una ermita donde se venera la imagen de María Santísima, con el nombre de la Jara, distante un cuarto de legua de este pueblo; concúrrese tres veces al año en procesión a dicha imagen, dos votos de este concejo y la otra el día de la Anunciación, todo con devoción y compostura. Además de las limosnas de los fieles tiene de renta anual esta imagen ciento cuarenta reales en yerbas de Magasquilla de los Donaire.

Interrogatorio de la Real Audiencia de Extremadura.

Otras celebraciones
El Carnaval, sobre todo entre los jóvenes, pudiendo tomarse el sábado como su punto álgido.
Comenzaba antiguamente un ya casi olvidado jueves de Compadres. El llamado jueves de Comadres, los más pequeños siguen elaborando —quizá menos que antaño— caramelos con azúcar y cacahuetes en sartenes viejas. El martes siguiente, sale la chiquillería por las calles del pueblo con la conocida como «Vaca roma» y los cabezudos, al grito peculiar de «¡Un pasto pa' la vaca, que está mu' flaca!» Por último, el miércoles de Ceniza, tras la salida de misa, el Ayuntamiento invita a todos los asistentes a sardinas, pan y vino.
Otras celebraciones de menor interés popular o ya desaparecidas, serían las de San Fulgencio (el 16 de enero, se marcaban las reses. Acabada la tarea, el propietario de los animales convidaba a los trabajadores a caldereta y vino de pitarra), la Candelaria (2 de febrero), San Blas (3 de febrero. Ese día, los quintos de turno se desplazaban al Puerto de Santa Cruz, donde el párroco les entregaba unos cordones bendecidos en la misa mayor, que, de vuelta a Ibahernando, regalaban a sus hermanas, madres y novias), la romería de la Anunciación (25 de marzo. Documentada al menos desde finales del siglo XVIII, fue sustituida por el miércoles de Ceniza), San Marcos (25 de abril), el lunes de Pascua, San Juan Bautista (24 de junio. Titular de la parroquia), Santiago (25 de julio), la Asunción de la Virgen (15 de agosto), más conocida como la Próxima por su cercanía a San Lorenzo; la Pura (8 de diciembre), la Noche de los Chorizos y los Manguillos (31 de diciembre), el Talleo de los Quintos…

### Folclore y gastronomía
Cuenta Ibahernando con un amplio repertorio de canciones y melodías populares como El cántaro, Un gallo en un gallinero, Los muleros, Un martes de Carnaval…
A principios de agosto de 2001, se presenta el CD Flor de Jara. Canciones de un pueblo, grabado en Madrid en el estudio de Esteban Belvís (So-Han) e interpretado por el Grupo Folk Zarabanda de Guadalupe.
Se trata de una recopilación de catorce de estos temas entre los que cabe mencionar El caballero don Marcos, Los pastores, Cuatro esquinas, Los quintos, La novia…
Algunos platos típicos de la gastronomía viveña —en torno en gran medida a la matanza del cerdo ibérico— Es el caldereta de cordero, el frite de cabrito, el gazpacho de espárragos, las migas con torreznos, las roscas fritas, la sopa de tomate, la tomatá de carne, los quesos de oveja y cabra…; junto a otros, de caza, a base de distintas especies de la dehesa, como la perdiz, el conejo, la liebre o el jabalí.